# William Austin (Bischof)

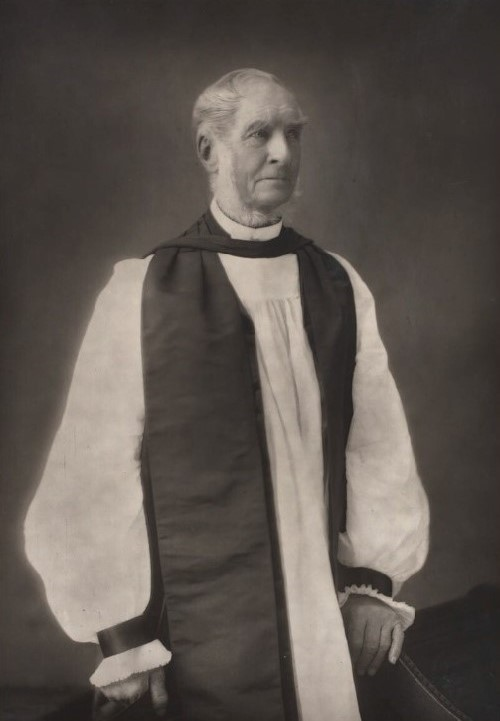
Bischof William Austin

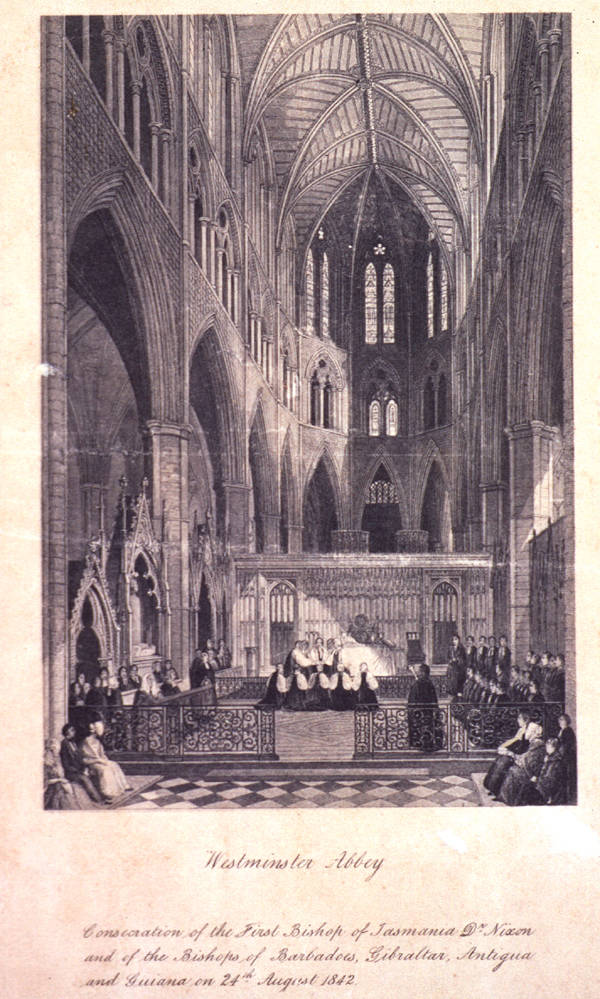
Kupferstich-Darstellung der Weihe von Austin und vier weiteren Übersee-Bischöfen

Lord William Piercy Austin (* 7. November 1807 in Stone, Staffordshire; † 9. November 1892) war der erste Bischof von Guyana von 1842 bis zu seinem Tod. Er war zudem bis 1884 Dean der St George’s Cathedral, Georgetown. Seine Amtszeit umspannte 50 Jahre.

## Leben
Er war der Sohn von William Austin (1759–1817), einem Miteigentümer der Plantage Land of Plenty in Britisch-Guayana, und seiner Frau Mehetabel Piercy und wurde in Stone, Staffordshire geboren. Er immatrikulierte sich 1825 in Exeter College, Oxford, und graduierte mit einem B.A. 1829, und mit einem M.A. 1835.
Er wurde 1831 ordiniert und durchlief in schneller Folge die Hierarchie als Kurat, Vikar und Rural Dean von Georgetown, Guyana, dann wurde er Archdeacon und Bischof. Er wurde am 24. August 1842 in Westminster Abbey zum Bischof geweiht und war der erste Bischof von Britisch-Guayana. Die jugendliche Queen Victoria kommentierte: Er war „der jüngste und hübscheste meiner Bischöfe“ („the youngest and handsomest of my Bishops“).
1884 wurde Austin zum Primas der Church in the Province of the West Indies ernannt und 1891 zum Prelate des Order of St Michael and St George ernannt.
1884 gründete Austin auch die Anglican Grammar School for Boys (heute: Queen’s College), wo die Elite ihre Ausbildung erhalten sollte. Die Schule, als Queen’s College, war Bildungsstätte für vier Präsidenten, drei Premierminister, und andere.

## Vermächtnis
Das Austin House, die offizielle Residenz der anglikanischen Bischöfe von Guyana, wurde nach ihm benannt, wie auch die Austin Street, Subryanville, Georgetown.